# Martina-Maria Preil
Martina-Maria Preil (* 1955 in Bernburg, Bezirk Halle) ist eine deutsche Sängerin, Kabarettistin und Musikpädagogin.

## Leben
Martina-Maria Preil wurde in Bernburg (Sachsen-Anhalt) geboren. Ihr Vater ist der Kabarettist und Schauspieler Hans-Joachim Preil.
Nach dem Schulabschluss absolvierte sie eine Ausbildung zur Facharbeiterin für Nachrichtentechnik beim Rundfunk der DDR. Anschließend studierte Preil vier Jahre Gesang an der Hochschule für Musik Hanns Eisler Berlin und legte dort ihr Staatsexamen ab. Ihr erster Auftritt als Sängerin fand in den 1980er-Jahren in der Sendung Oberhofer Bauernmarkt statt. 
In den 1990er-Jahren absolvierte Preil als Musikerin eine Tournee durch Westeuropa und hatte Auftritte in Kanada und Norwegen. Zudem war sie mit  Soloprogrammen in  Deutschland unterwegs. Sie ist als Gesangslehrerin und Musikpädagogin tätig.
Martina-Maria Preil lebt in Neuenhagen bei Berlin.